# Греція та євро
Запровадження євро в Греції офіційно набуло чинности з 1 січня 2001 року, тобто через два роки після одинадцяти інших країн-користувачів євро, які використовували євро як загальну валюту з 1 січня 1999 року. Використання банкнот і монет набувало чинности одночасно з іншими країнами. Членство Греції в Європейському економічному співтоваристві датується 1 січня 1981 року, її валютою на той час була драхма, і країна тільки виходила з тривалого періоду політичної нестабільності та військової диктатури.

## Вступ до єврозони
Процес приєднання держав-членів Європейського Союзу до єврозони передбачає бажання зблизити європейські економіки на різних рівнях (динамізм, оподаткування, зовнішня торгівля тощо), Маастрихтська угода, підписана в 1999 році, інтегрує цю мету в першу основу, пов’язану з Європейськими Співтовариствами і, зокрема, з Економічним і валютним союзом. Підписується Пакт про стабільність і зростання, щоб забезпечити конвергенцію державних фінансів різних держав за двома елементами: державний дефіцит не повинен перевищувати більше 3 % ВВП на рік і державний борг 60 % ВВП; ці вимоги були розроблені, щоб запобігти неспроможності країни сплатити свої борги та гарантувати, що дії уряду не завдадуть шкоди іншим членам зони євро.
Кандидатура Греції була офіційно оформлена 9 березня 2000 року голосом її прем'єр-міністра Константіноса Сімітіса, який представив офіційні цифри відповідно до критеріїв конвергенції. Цей підхід спрямований насамперед на те, щоб країна вписалася в «перспективу довгострокової стабільности». Через три місяці глави держав і урядів на зустрічі в португальському місті Санта-Марія-да-Фейра підтверджують вступ країни до єврозони. 17 грудня 1999 року Європейська рада підтверджує рішення про встановлення надмірного дефіциту в Греції (2000/33/EC).
У період з квітня 1999 р. по березень 2000 р. в Греції було зафіксовано середньорічний рівень інфляції, виміряний ГІСЦ, 2%, з 1998 р. в країні зафіксовано уповільнення інфляції з 20,4 % у 1990 р. на 2,6 % у 1999 році. Прогноз у 2000 році становив 2,2 % на 2,4 % за 2000 рік і між 2,3 % та 2,7 % за 2001 рік з « певний ризик підвищення » на майбутнє; потім ЄЦБ рекомендував у своєму звіті про конвергенцію, що «Греція докладає постійних зусиль для сприяння тривалій стабільності цін». Державний борг становив 104,4 %, значно вище контрольного значення 60%. Порівняно з 1998 р. дефіцит скоротився на 1,5 п.п. ВВП, а державний борг на 1 п.; ЄЦБ попросив уряд «проводити жорстку фіскальну політику для стримування інфляційного тиску в результаті послаблення монетарних умов з огляду на повну участь в ЄВС».
Грецька драхма бере участь у механізмі обмінного курсу Європейської валютної системи з 16 березня 1998 року та приєдналася до ERM II на початку третього етапу ЄВС 1 січня 1999 року та прив’язана до євро за курсом зміни 340,750 GRD = 1 євро. Період подвійного обігу триває з 1 січня по 28 лютого 2002 року, Банк Греції обмінює монети на драхми до 1 березня 2004 року і банкноти до 1 березня 2012 року.
Постеріальні європейські тіла дізнаються, що облікові дані Греції фальсифіковані; між 1997 і 1999 роками дефіцит скоротився з 6,6 % на 3,4 %, що пояснюється негармонізованими правилами обліку окремих статей державних видатків (замовлення на озброєння, завищені надлишки фондів соціального страхування тощо).